# Aublain

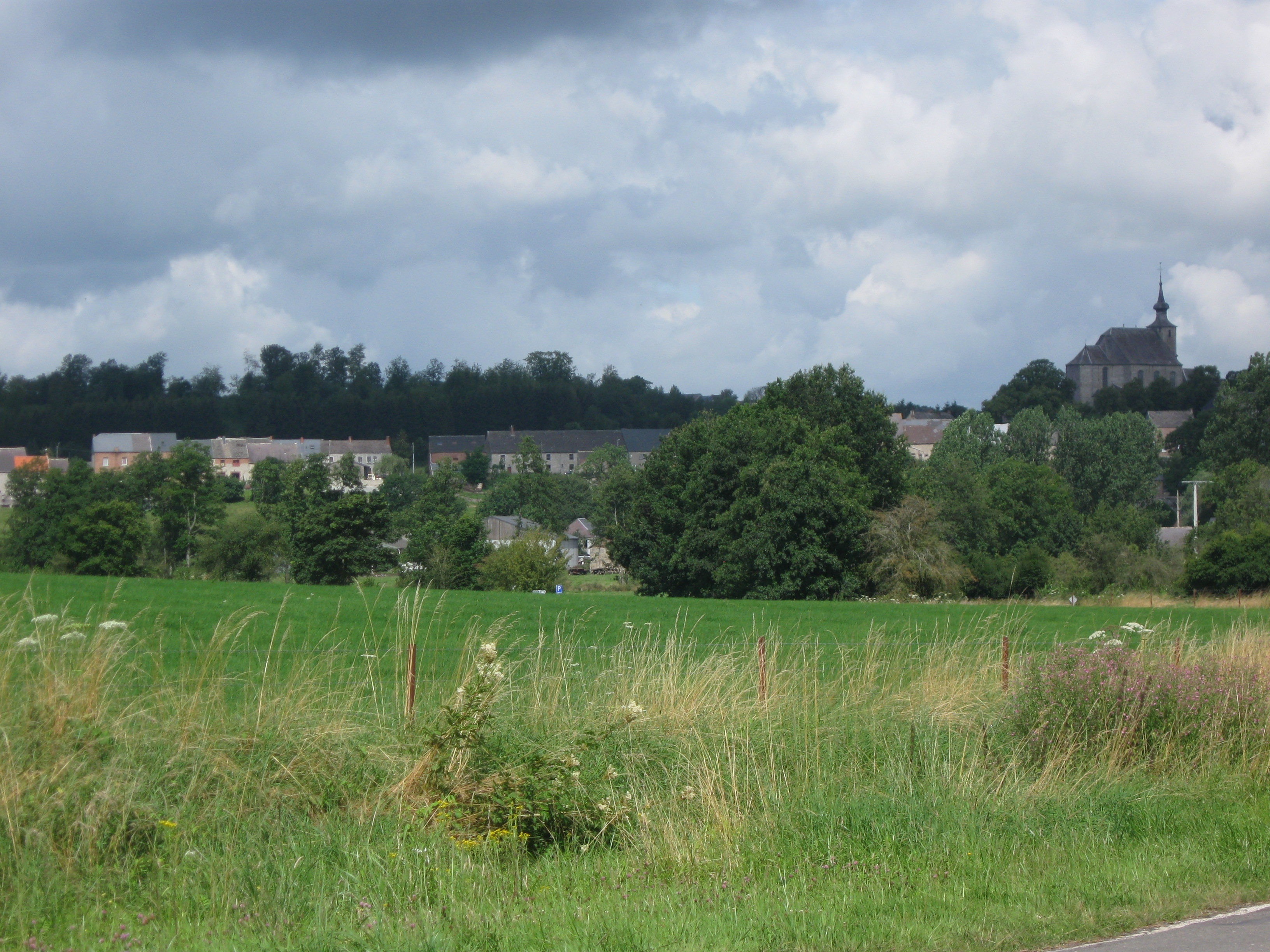
Aublain

Aublain is een dorp in de Belgische provincie Namen en een deelgemeente van de stad Couvin, het was een zelfstandige gemeente tot aan de gemeentelijke herindeling van 1977.

## Demografische ontwikkeling
Bron: NIS; Opm:1831 t/m 1970=volkstellingen; 1976=inwoneraantal op 31 december